# Bad Lobenstein
Bad Lobenstein est une ville de Thuringe en Allemagne.

## Personnalités liées à la ville
- Henri X Reuss d'Ebersdorf (1662-1711), comte de Lobenstein et d'Ebersdorf, né à Bad Lobenstein.
- Karl Bernhard Jäger (1825-1900), homme politique né à Bad Lobenstein.